# 斑果藤
斑果藤（学名：Stixis suaveolens）为山柑科斑果藤属的植物。分布在尼泊尔、越南、印度、孟加拉国、缅甸、老挝、柬埔寨、锡金、泰国、不丹以及中国大陆的海南、云南、广东等地，生长于海拔1,500米的地区，多生于灌丛以及疏林中常见的藤本植物，目前尚未由人工引种栽培。

## 别名
罗志藤（中国树木分类学）